# Kościół Santa Maria dei Miracoli w Wenecji
Kościół Santa Maria dei Miracoli w Wenecji (pol. Kościół Matki Boskiej Cudownej) – rzymskokatolicki kościół w Wenecji (dzielnica (sestiere) Cannaregio), w patriarchacie Wenecji (parafia San Canciano, wikariat Cannaregio-Estuario). 
Klejnot architektury renesansowej. Nosi miano „kościoła ślubnego”, ponieważ jest ulubionym miejscem zawierania związków małżeńskich przez weneckich narzeczonych.

## Historia
W 1408 roku w pobliżu obecnego kościoła zbudowano kaplicę w celu umieszczenia w niej obrazu Madonna z Dzieciątkiem, namalowanego przez Nicolò di Pietro na zlecenie Francesca Amadiego, w którego domu obraz ten dotychczas się znajdował. W latach 70. XV wieku obraz zyskał opinię cudownego, między innymi po tym, gdy za jego pośrednictwem przywrócony został do życia człowiek, który przeleżał pół godziny na dnie Canale della Giudecca. Doniesienia o cudach przyciągały licznych pielgrzymów, którzy zostawiali datki na budowę kościoła. 
W 1480 rozpisano lokalny konkurs na budowę kościoła, a zaproszeni architekci przedłożyli własne projekty. Wybrany został projekt Pietra Lombarda. Kamień węgielny pod budowę kościoła położył w lutym 1481 roku papież Sykstus IV. Kościół został zbudowany w latach 1481–1489 na zlecenie Angelo Amadiego (krewnego Francesca Amadiego) w celu umieszczenia w nim cudownego obrazu, który wówczas do niego należał. Pietro Lombardo zbudował kościół i udekorował go razem z synami. Rok przed rozpoczęciem robót budowlanych postanowiono kościół wyjąć spod władzy parafii i przekazać go klaryskom. Na ich klasztor Amadi przeznaczył znajdujący się w pobliżu swój dom rodzinny, do którego przeniosło się dwanaście zakonnic z klasztoru Santa Chiara w Murano. 30 grudnia 1489 roku cudowny obraz w uroczystej procesji przeniesiono do kościoła i umieszczono na ołtarzu, a 31 grudnia odbyła się konsekracja kościoła. Ponieważ klaryski były zakonem klauzurowym i nie mogły pokazywać się publicznie, wybudowano dla nich specjalny pasaż, łączący ich klasztor z przeznaczoną dla nich galerią nad wejściem do kościoła, co było pierwszym tego typu rozwiązaniem w Wenecji. Kościół był nieprzerwanie użytkowany aż do inwazji napoleońskiej. W 1609 roku przebudowano ołtarz główny. 25 kwietnia 1810 roku, już po zajęciu Wenecji przez Napoleona zakon został rozwiązany, a pomost łączący ich klasztor z kościołem – rozebrany. 

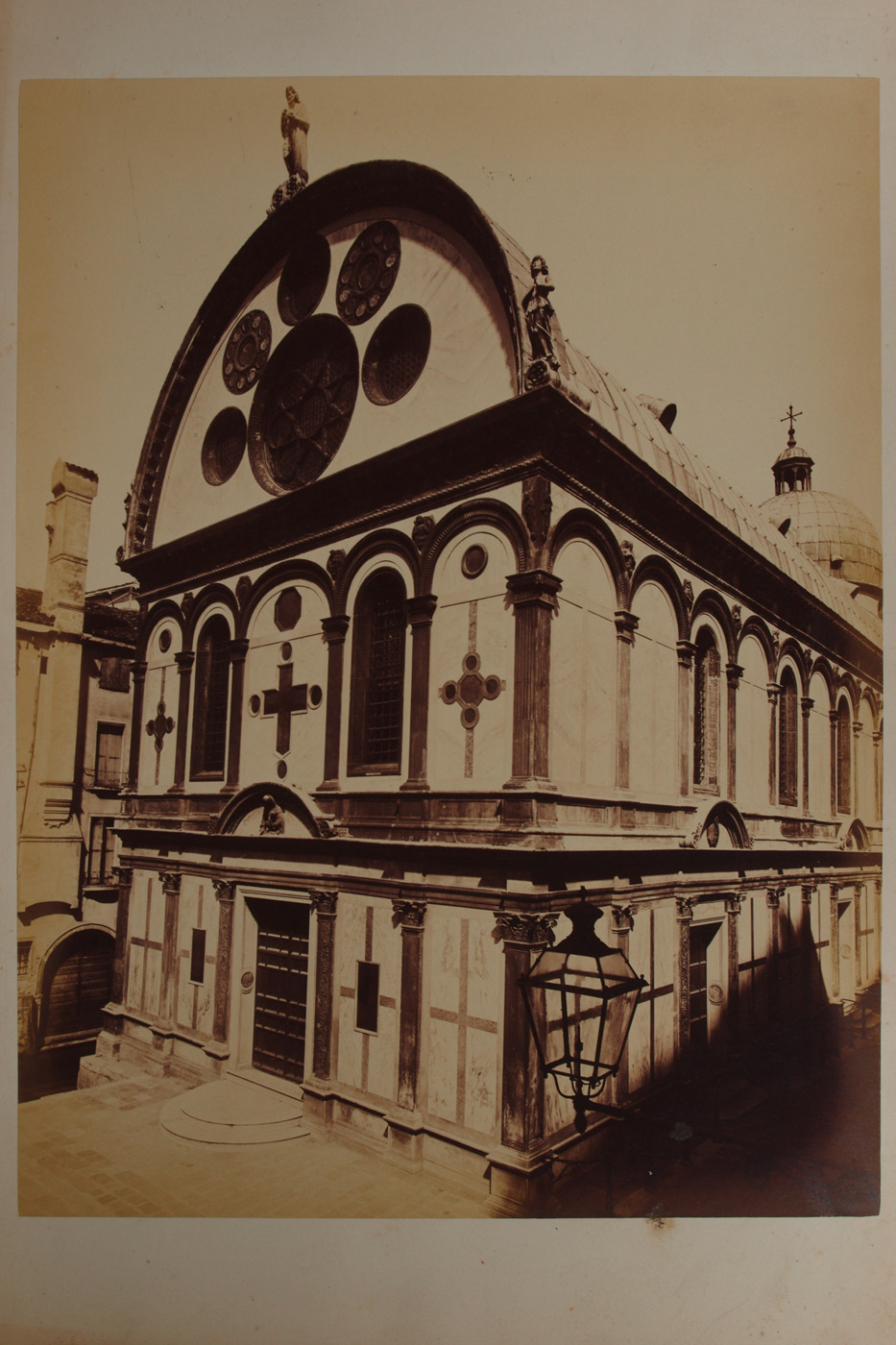
Widok kościoła w poł. XIX w.

W latach 1865–1873 dokonano zakrojonej na szeroką skalę restauracji  kościoła, polegającej na wymianie wielu marmurowych płyt, zarówno na zewnątrz jak i wewnątrz.

### XX-wieczna restauracja
Z biegiem czasu cegły, z których zbudowany został kościół, zaczęły nasiąkać wodą morską jak gąbka, w efekcie czego jego mury uległy zasoleniu, podobnie jak w innych budynkach Wenecji. Jednak tym, co dodatkowo zaszkodziło murom, były XIX-wieczne konserwacje, w trakcie których oczyszczano płyty marmurowe i nakładano je ponownie na cegły z użyciem cementu.
W 1986 roku w kościele miała miejsce wizyta członków zarządu Save Venice, (organizacji powołanej do ratowania zabytków Wenecji), a w 1987 roku pod jej nadzorem rozpoczęła się restauracja zabytku. Wzbudziła ona duże zainteresowanie, ponieważ, według rzecznika Zarządu „był to prawdopodobnie jedyny włoski kościół, w którym zarówno część zewnętrzna jak i wnętrze miały być całkowicie odrestaurowane w ramach jednego, nieprzerwanego przedsięwzięcia”; Santa Maria dei Miracoli jest jedynym kościołem w Wenecji, oprócz bazyliki św. Marka, który pokryty jest od wewnątrz i na zewnątrz marmurem. Wiedza na temat technik konserwatorskich pozwoliła na uporanie się z trudnościami i w 1997 roku restauracja świątyni dobiegła końca.

## Architektura

### Wygląd zewnętrzny
Kościół usytuowany jest nad kanałem Rio dei Miracoli. Jego dwukondygnacyjna fasada, ozdobiona wielobarwnym marmurem, została rozczłonkowana pilastrami i arkadami. Pomiędzy łukami znajdują się medaliony z wizerunkami proroków, świętych i aniołów. W tympanonie nad portalem umieszczono relief Madonna z Dzieciątkiem. Fasadę wieńczy duży, półokrągły fronton, w którym znajduje się w wielka rozeta, otoczona dwiema mniejszymi oraz trzema okrągłymi oknami. 

### Wnętrze

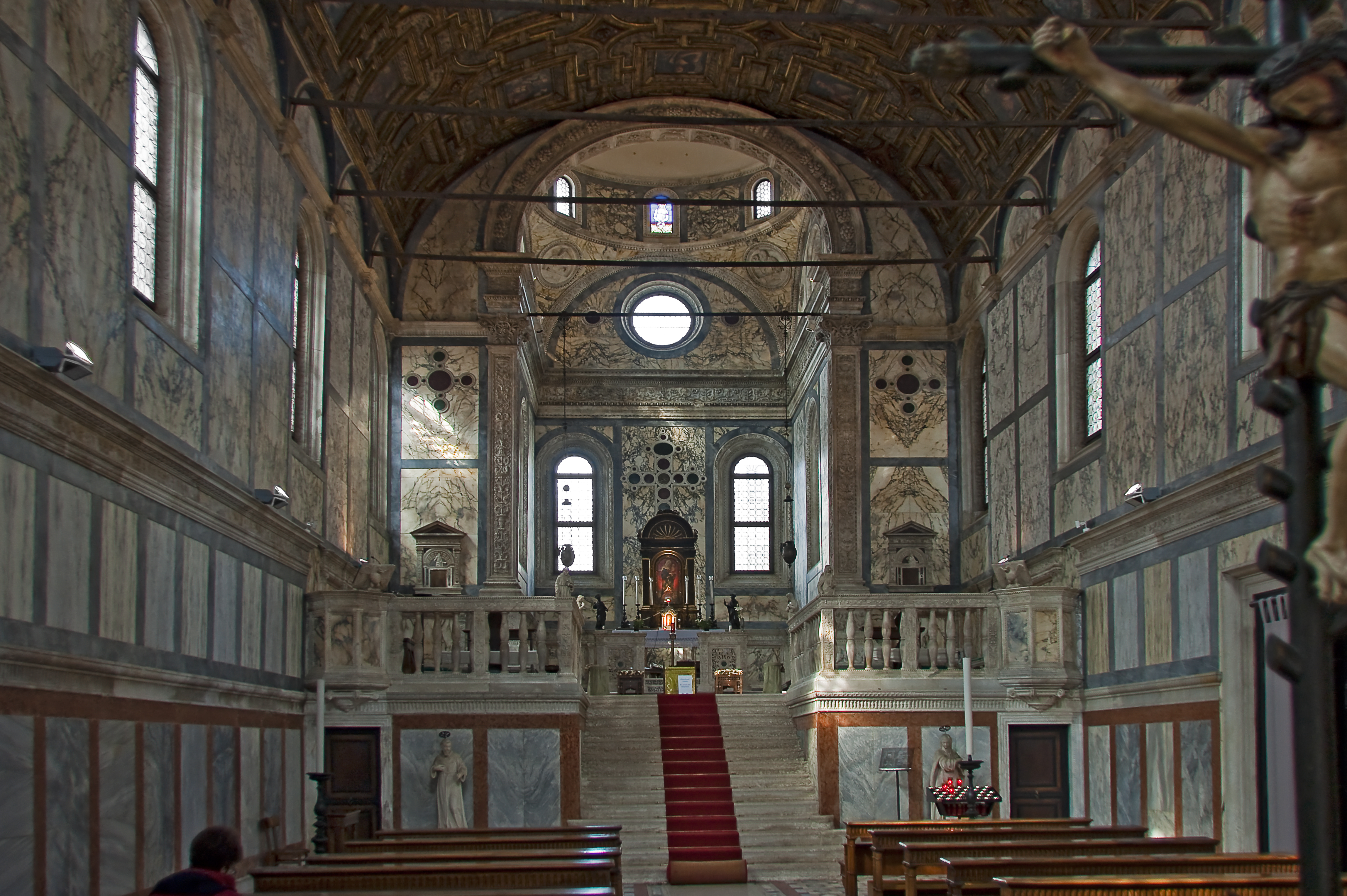
Wnętrze kościoła

Wnętrze kościoła jest jednonawowe. Jego ściany są wyłożone kolorowymi płytami marmurowymi. Kościół ma sklepienie kolebkowe z drewnianym stropem kasetonowym, wypełnionym malowidłami proroków i świętych. Autorem tych malowideł (w liczbie 50) jest Pier Maria Pennacchi i jego współpracownicy. Nad wejściem znajduje się Chór Mniszek, który wspierają rzeźbione filary. Chór zdobi obraz Palmy Młodszego Madonna z Dzieciątkiem. Do prezbiterium prowadzą schody. Flankuje je balustrada, na której ustawiono niewielkie posągi Matki Boskiej i Archanioła Gabriela – anioła Zwiastowania oraz świętych Franciszka i Klary, wszystkie dłuta Tullia Lombarda. Po bokach znajdują się dwie niewielkie ambony. Apsyda jest kwadratowa, przykryta kopułą. Przed ołtarzem wznosi się marmurowa, ażurowa balustrada, wykonana przez Pietra Lombarda. W ołtarzu znajduje się obraz Madonna z Dzieciątkiem, flankowany brązowymi posągami Świętego Piotra i Świętego Antoniego dłuta A. Vittorii.

### Walory architektoniczne
Lombardo w nadzwyczajny sposób zmieścił budynek kościoła na ograniczonej przestrzeni, przy czym stworzył złudzenie, iż budynek ten jest większy niż w rzeczywistości dzięki takim zabiegom jak: zróżnicowanie kolorystyki na zewnątrz, dobudowanie dodatkowych pilastrów od strony kanału i umieszczenie okien w wystających arkadach, sprawiających, że wydają się one osadzone głębiej. Projektując kościół uciekł się do form podstawowych, tak w przypadku przykrytego kopułą prezbiterium, jak i prostokątnego korpusu nawowego. Aby nie zakłócać jednorodnej przestrzeni, zrezygnował z kolumn i obrazów na ścianach. Polichromowane marmury są świadectwem doskonałego, widocznego wszędzie warsztatu dekoratorskiego; kamienne płyty, znajdujące się zarówno na ścianach wewnętrznych jak i zewnętrznych, wybrano, wycięto i umieszczono z nadzwyczajnym mistrzostwem i elegancją. Być może z uwagi na ten aspekt niektórzy oglądający kościół, powodowani nadmiarem entuzjazmu, mówili o nim jako o klejnocie weneckiego renesansu.